# Балаганное (село)
Балага́нное — село в Магаданской области России. Входит в Ольский район и соответствующий ему муниципальный округ.

## География
Расположено в устье реки Тауй в 120 км от центра Магадана по автодороге с грунтовым покрытием,  на побережье Охотского моря, но не смотря на это порта не имеет .

## История
В 1651 году казак Михаил Стадухин из Анадырского острога отправился на юг на реку Пенжина, а затем — на Гижигу и вдоль Охотского побережья дошел до устья реки Тауй, где был построен острог и в честь реки назван Тауйским. Из-за сильных весенних паводков большая часть людей переселились на правый берег реки Яны, туда же перенесли острог. Но летом, когда сходила вода, люди возвращались, так как эта часть земли привлекала их огромным подходом рыбы (ведь это устье реки), лежбищем морского зверя, обилием трав для скота.
Жители строили жилища из лиственницы, которые по-якутски назывались балаган, что и трансформировалось в название поселения — Балаганное.
Балаганное разделялось на две части: старое Балаганное и собственно Балаганное.
В 1961 году на территории старого Балаганного археологический отряд под руководством Васильевского Р. С. провел раскопки, в результате работ обнаружены были остатки старинных жилищ. Все находки указывали на то, что здесь обосновались якуты-скотоводы. Жилища датировали 1710—1715 годами.
Современное село Балаганное основано русскими поселенцами-рыбаками в 1920 г.
Село Балаганное было административным центром Балаганского сельсовета (с 1956 г.), впоследствии — административным центром упразднённого в 2015 году сельского поселения «село Балаганное».
В Балаганном базируется мехлесхоз, ведущий лесовосстановительные работы: посев и посадку лиственницы, ели, кедрового стланика.

## Население
| 1924 | 2002 | 2010 | 2012 | 2013 | 2014 | 2015 |
| ---- | ---- | ---- | ---- | ---- | ---- | ---- |
| 57   | ↗474 | ↘341 | ↘323 | ↘307 | ↘291 | ↘280 |
| 2018 | 2020 | 2021 |      |      |      |      |
| ↘252 | ↘239 | ↘187 |      |      |      |      |